# NGC 324
NGC 324 je galaksija u zviježđu Feniks.

## Vanjske poveznice
- SEDS: NGC 324